# Жевуський Адам Адамович
Адам Адамович Жевуський (іноді Ржевуський, 5 січня 1805, Погребище, Київська губернія (нині Вінницька область) — 17 квітня 1888, Верхівня, Київська губернія (нині Житомирська область) — російський генерал польського походження, землевласник в Україні.
Сестра графа Жевуського Евеліна Ганська була другою дружиною знаменитого французького письменника Оноре де Бальзака. Інша сестра, Кароліна Собанська, тримала одеський салон, була дружиною одеського хлібного магната графа Ієроніма Собанського, їй присвячували вірші Олександр Пушкін та Адам Міцкевич.

## Біографія
Народився в родині дійсного статського радника (згодом сенатора) Адама Станіславовича Жевуського. Освіту здобув у Відні, де закінчив курс Інженерної академії. Повернувшись у Російську імперію, 14 липня 1821 року вступив юнкером в 1-й Український уланський полк. 10 листопада того року був проведений в корнети, у квітні 1826 в поручики. З призначенням до командира колишнього 3-го резервного кавалерійського корпусу генерала Вітта через кілька місяців переведений у лейб-гвардії Уланський полк; був ад'ютантом генерала.
Йому довелося взяти участь в Турецької війни 1828-1829 рр. Брав участь в облозі Браїлова, після ж переправи російських військ через Дунай він брав участь майже у всіх більш-менш серйозних боях. За облогу Браїлова він був нагороджений, 17 червня 1828 року, орденом св. Анни 3-го ступеня. Бою при занятті Базарджика і особливо під Варною пройшли для нього не так легко, як облога Браїлова: 3 липня 1828 року він отримав сильну контузію ядром і рану кулею в ліву ногу вище коліна. За виявлену в цих справах мужність і хоробрість А. А. Жевуський спочатку (26 грудня 1828 року) був нагороджений орденом св. Володимира 4-го ступеня з бантом, 8 лютого 1829 — бант до ордену св. Анни 3-го ступеня. У квітні став штабс-ротмістром.
Невдовзі почалася польське повстання. Жевуський, незважаючи на своє польське походження, залишився вірним російському царю і брав діяльну участь в придушенні польського повстання. Відряджений до головнокомандувача російської армії графа Дібіча-Забалканского, він неодноразово і досить вдало виконував покладає на нього графом доручення, часто досить важкі, і за одне з них було 28 травня 1831 року нагороджений золотою шаблею з написом «за хоробрість», а за відзнаку в Грохівскому та інших боях отримав орден св. Анни 2-го ступеня (в серпні того ж року) і польський знак відмінності за військову гідність 4-го ступеня.
У лютому 1831 року граф Жевуський був зроблений ротмістром, і після закінчення польської кампанії продовжував значиться в лейб-гвардії Уланського полку, причому залишався ад'ютантом при командира 3-го резервного кавалерійського корпусу до 6 грудня 1833 року, коли був призначений флігель-ад'ютантом до царя, а через три місяці переведений в Охтирський гусарський полк підполковником у званні флігель-ад'ютанта.
25 червня 1834 року граф Жевуський був зроблений полковником і незабаром отримав у командування Малоросійський кірасирській (згодом драгунський) полк. 11 листопада наступного року він був нагороджений орденом св. Володимира 3-го ступеня і в тому ж році — пруським орденом Червоного хреста тієї ж 3-го ступеня, а в жовтні — орденом св. Станіслава 2-го ступеня.
З самого початку командування Малоросійським кірасирським принца Альберта Пруського полком з графом Жевуським сталася неприємність, що ледь не призвела до сумних наслідків для його майбутньої служби: при переході кірасирського полку 1835 році до міста Каліш на маневри, нижні чини цього полку вимагали від жителів міста Дубно їжу. А якщо ж хто відмовляв їм у цьому, то биттям примушували замість їжі давати гроші. При цьому один з унтер-офіцерів полку завдав господареві своєї квартири такі тяжкі побої, що той на п'ятий день після цього помер. Жителі Дубно послали скаргу на насильства, і почалося справа, що тривала коло чотирьох років. Жевуський попросився у тривалу відпустку; його прохання було виконано, і він був відрахований 1 січня 1839 року. У жовтні 1839 року вийшов наказ: «Флігель-ад'ютанта полковника графа Жевуського, за допущені непростимі заворушення, заарештувати домашнім арештом на три доби».
Після повернення з відпустки знаходився при особі царя. В 1841 році був нагороджений орденом св. Георгія 4-го ступеня за 25 років служби в офіцерських чинах. Незабаром граф Жевуський, з нагоди вступу на престол султана Абдул-Меджіда, був посланий для принесення йому вітання в Константинополь, а після повернення 10 жовтня 1843 року був проведений в генерал-майори з призначенням у свиту російського царя. Перебуваючи в свиті царя, Жевуський неодноразово виконує його доручення, за виконання яких був нагороджений в 1847 році орденом св. Станіслава 1-го ступеня; 3 квітня 1849 року був призначений генерал-ад'ютантом до царя. У цей час вийшла звістка, що Гергей нарешті склав зброю перед російськими військами. Для оголошення цієї радісної звістки Жевуський був посланий до Москви. Обрадувані москалі піднесли йому за це золотий кубок. В 1852 року був нагороджений орденом св. Анни 1-го ступеня.
Коли почалася Кримська війна 1854-1856 рр. та союзна ескадра з'явилась у берегів Кронштадтського порту, в Петербурзі був оголошений воєнний стан, Ржевуський став одним з військових губернаторів. 17 квітня 1855 року став генерал-лейтенантом і відряджений до Криму. Прибувши туди, він був призначений начальником Євпаторійського загону. З цим загоном йому довелося брати участь в декількох боях з англійцями і французами, при чому він показав себе не тільки хоробрим офіцером, але й генералом, який вміє і на полі бою розпорядитися і поставити свій загін в найвигідніші умови.
20 січня 1856 року граф А. А. Жевуський був призначений начальником колишньої драгунської дивізії, у червні того ж року вже отримав нове призначення — на посаду командира 6-ї кавалерійської дивізії. У вересні 1856 року був знятий з посади і знову призначений у свиту царя. Наступного року він брав участь у «Комітеті з вишукування способів ремонтування кавалерії», 13 квітня знову був призначений начальником одної з кавалерійських дивізій, якою цього разу командував понад три роки.
1859 році отримав орден св. Володимира 2-го ступеня, в 1861 році — орден Білого Орла. У листопаді 1862 року граф А. Жевуський, був призначений тимчасово командувачем військами Київського військового округу, на цій посаді був удостоєний ордена св. Олександра Невського (в 1863 році). 27 березня 1866 року був проведений в генерали від кавалерії і призначений членом «Олександрійського Комітету про поранених». Через кілька років він був зарахований до Війська Донського. В 1884 ріці був нагороджений орденом св. Володимира 1-го ступеня.
Ржевуський помер 17 квітня 1888 року, у своєму маєтку Верхівня в Київської губернії. Був похований в фамільному маєтку Погребище, його вдова, графиня Ядвіга Федорівна, померла восени 1889 року.
На землях графа біля Погребища наприкінці XIX століття збудовано залізницю та станцію, яку названо на честь графа — «Ржевуська».